# Синдром Протея
Синдром Проте́я (др.-греч. Πρωτεύς) — очень редкое врождённое заболевание, характеризующееся чрезмерно быстрым и атипичным ростом кости, а также кожных покровов. Часто сопровождается опухолями отдельных частей тела.
Сложность лечения и диагностики состоит в том, что синдром Протея имеет разнообразные клинические проявления.
Согласно древнегреческой мифологии, бог моря Протей обладал способностью изменять форму своего тела.

## История
Первые описания синдрому дал Майкл Коэн в 1979 году, обнаруживший около 200 случаев заболевания по всему миру.
Согласно современным исследованиям, установление данного диагноза оправдано только примерно в половине этих случаев. Несмотря на это, синдром Протея оказался более редким, чем считалось ранее. Там же появляются ослабленные формы заболевания, вероятно, что во многих случаях синдром не диагностируется как таковой.

## Клинический вид
Синдром Протея вызывает разрастание кожи, костей, мышц, жировой ткани, кровеносных и лимфатических сосудов. При рождении люди, как правило, не имеют никаких очевидных признаков заболевания.
С возрастом может привести к чрезмерно быстрому росту опухолей. Средняя продолжительность жизни сокращается у пострадавших часто от повышения частоты тромбоза глубоких вен и эмболии легочной артерии, которые могут получить осложнения от болезней, связанных с сосудистой мальформацией. В связи с увеличением веса деформированной конечности могут появиться мышечные и суставные боли. Другие осложнения могут возникнуть из-за чрезмерного роста массы тканей, как в случае с Джозефом Мерриком, который задохнулся во сне, когда позвонки его шейного отдела позвоночника подогнулись под тяжестью головы.
Болезнь сама по себе не вызывает умственную отсталость. Разрастание тканей может привести к вторичному повреждению нервной системы, что в свою очередь приводит к когнитивным нарушениям.
Страдающие подвергаются повышенному риску развития определённых видов рака, опухоли, менингиомы и аденомы слюнных желез.
Один из наиболее известных больных — живший в XIX веке в Лондоне Джозеф Меррик, известный как «Человек-слон».